# 布尔齐
布尔齐（義大利語：Bulzi），是意大利撒丁大区萨萨里省的一个市镇。总面积21.63平方公里，人口563人，人口密度26.0人/平方公里（2009年）。ISTAT代码为090019。